# Phorminx

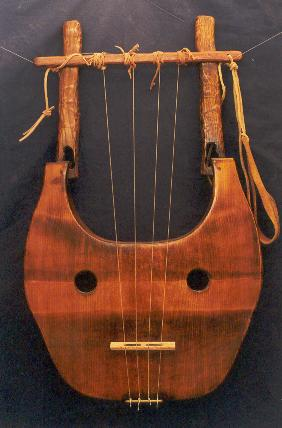
Phorminx.

La phorminx (en grec ancien φόρμιγξ / phórminx) est un instrument de musique à cordes, ancêtre de la lyre, qui servait en Grèce antique à accompagner les chants des aèdes. Elle était réputée avoir été inventée par Hermès avec une carapace de tortue et des boyaux de bœuf : en effet la première occupation du dieu qui vient de naître est la fabrication de la lyre heptacorde. L’Hymne homérique à Hermès fournit en effet le plus ancien témoignage connu sur la structure de cet instrument primitif, nommée dans le texte phorminx ou cithare, l'ancêtre de la phorminx des aèdes ioniens, qui ne possédait pas de chevilles et dont les cordes étaient frappées. 
Le symbolisme de cet instrument a été jugé comme probable par plusieurs hellénistes : selon Pierre Raingeard, la carapace de tortue, « animal deux fois chthonien et par son habitat et par sa carapace, a pu communiquer à la cithare pouvoir sur le monde d'en-bas » ; pour Jean Richer, avec ses sept cordes, l'instrument est l'image de l'harmonie planétaire ; or, Hermès, dernier des sept grands dieux planétaires, né du mariage du ciel et de la Terre, s'empresse de célébrer ses parents, Zeus et Maïa, sur la lyre symbolique qu'il vient de fabriquer. L'écaille de tortue dont se sert le dieu est « une figuration de la terre et du monde ». Cette interprétation astrologique est étayée par plusieurs autres indices et éclaire aussi le détail du jour de la naissance d'Hermès.
La phorminx était un instrument de musique très populaire en Grèce antique, notamment durant les plus hautes époques (âges obscurs, 1200-800 av. J.-C.). À partir de l'époque géométrique (900-700 av. J.-C.), l'instrument commença à évoluer. La phorminx à bras droit et à sept cordes devient la forme la plus populaire vers -800. 
La phorminx est l'instrument de musique le plus populaire dans L'Iliade (qui retranscrit la situation politique de la Grèce des âges obscurs) et L'Odyssée.